# Parti communiste des peuples d'Espagne
Le Parti communiste des peuples d'Espagne (en espagnol : Partido Comunista de los Pueblos de España, abrégé en PCPE) est un parti politique communiste espagnol.
Il est fondé le 15 décembre 1984 à la suite de l'unification de plusieurs factions marxistes-léninistes. La Jeunesse communiste des peuples d'Espagne constitue son organisation de jeunesse, les Collectifs des jeunes communistes auparavant affilié au parti ayant majoritairement suivi le projet concurrent d'Ástor García autour du futur Parti communiste des travailleurs d'Espagne (en),.

## Historique

### Fondation
Le parti est créé à l'issue du Congrès de l'unité communiste qui s'est tenu en décembre 1984 à Madrid. Il résulte de la fusion de plusieurs formations communistes qui s'étaient scindées du Parti communiste d'Espagne (PCE) au cours des années 1970 et 1980 car hostiles à la ligne eurocommuniste de Santiago Carrillo. S'unissent le Parti communiste d’Espagne unifié, le Movimiento de Recuperación del PCE, le Movimiento para la Recuperación y Unificación del PCE ou encore Candidatura Comunista. Le parti prend alors le nom de Partido Comunista (Parti communiste) pour se distinguer du PCE.
Le parti est rebaptisé Parti communiste des peuples d'Espagne (Partido Comunista de los Pueblos de España) en 1986.

### Consolidation du PCPE
Rapidement après sa fondation, le PCPE obtient une reconnaissance officielle de la part de partis communistes d'importance, comme le Parti communiste de l'Union soviétique ou certains autres partis communistes européens au pouvoir dans le bloc de l'Est.
En 2000, le Parti communiste ouvrier espagnol (PCOE) fusionne avec le PCPE. L'organisation conserve l'appellation "PCPE" mais la publication du parti, Nuevo Rumbo (Nouvelle direction), devient Unidad y Lucha (Unité et lutte). Une partie des militants du PCOE refuse ce qu'elle considère comme une absorption de son parti par le PCPE et maintient donc le PCOE malgré la fusion.
Au cours des années 2000, le PCPE intensifie ses relations internationales avec les différents partis et organisations communistes et progressistes du monde, spécialement en Europe. Il prend part à la Festa do Avante de 2008 du Parti communiste portugais et publie pour l'occasion une édition entièrement en portugais de son journal Unité et Lutte. Il participe aussi au 90e anniversaire du Parti communiste de Grèce (KKE) et au 40e anniversaire du KNE (organisation de jeunesse du KKE). En outre, il prend part en 2008 au congrès des différents partis communistes et des syndicats d'Inde, par le biais de son chargé des relations internationales, Quim Boix.
Le 11 mai 2009, son secrétaire général Carmelo Suárez prend part à Athènes à la présentation d'un document conjoint de vingt-et-un partis communistes de l'Union européenne, avant les élections européennes du 7 juin.

### Schisme au sein du PCPE
En avril 2017, des litiges internes ont conduit à la division du parti. Une partie du Comité Central proclama Ástor García comme nouveau secrétaire général du PCPE, en remplaçant ainsi le vétéran Carmelo Suárez - en fonction depuis 2002 - qui de son côté est soutenu dans son poste de secrétaire général par la majorité du Comité central. Le groupe en faveur d'Ástor García créa un nouveau site Internet où figurent également les initiales du PCPE, expliquant cette nomination, tandis que sur le site Internet de l'autre secteur, la nomination de García a été dénoncée comme un «acte fractionnaire».

#### Contestation des initiales par les deux secteurs
Pendant cette période où les deux secteurs revendiquaient leur légitimité sur les initiales de PCPE, à échelle internationale, le secteur de Carmelo Suárez a tenu des réunions et participé à des activités avec le Parti communiste de Cuba (PCC), le Parti communiste du Venezuela, le Parti du travail de Corée (PTC) et le Parti communiste du Vietnam (PCV). Pour sa part, le secteur d'Ástor García a organisé des événements similaires avec le Parti communiste du Mexique, le Parti communiste de Grèce (KKE), le Parti du travail d'Autriche, le Parti communiste d'Italie et le Parti communiste de Turquie.
La représentation dans l'Initiative des partis communistes et ouvriers a été maintenue par le secteur d'Ástor García,, tandis que les deux secteurs ont participé à la Rencontre internationale des partis communistes et ouvriers, le secteur de Carmelo Suárez collaborant au groupe de travail chargé de coordonner les réunions.
En interne, la direction des Collectifs des Jeunes Communistes (CJC), l'organisation de jeunesse du PCPE, a apporté son soutien à Ástor García,. Face à cela, le secteur Carmelo Suárez a convoqué une réunion le 13 mai à Madrid pour réorganiser la partie du CJC qui n'a pas suivi sa direction, se constituant alors sous le nom de "Jeunesse du PCPE",.
En ce qui concerne la présence dans les différents territoires d'Espagne, des déclarations et des communiqués ont été réalisés par des militants du PCPE et des organisations territoriales pour défendre le secteur d'Astor García dans plusieurs territoires. Parmi eux nous avons : Euskal Herria, les Asturies, la Cantabrie, la Galice, Madrid, des îles Baléares, les Iles Canaries, la Castille et León et une partie de la Catalogne. En convoquant une Conférence centrale, le secteur García a tenu un XI Congrès extraordinaire qui s'est tenu en novembre 2017 sous le slogan «Pour un pays pour la classe ouvrière, renforçons le PCPE».

#### Résolution de conflit
Enfin, le 3 mars 2019, la duplication des acronymes est résolue par voie légale. Le secteur dirigé par Ástor García adopte un nouveau nom, celui de Pari Communiste des Travailleurs d'Espagne (PCTE), conformément à la disposition énoncée dans son XIe Congrès Extraordinaire,, en gardant les Collectifs de Jeunes Communistes (CJC) comme son organisation de jeunesse.
Ainsi, le secteur Carmelo Suárez conserve l'acronyme de PCPE et son organisation de jeunesse est rebaptisée Jeunesse Communiste des Peuples d'Espagne.

## Idéologie
Selon ses statuts : 

« Le PCPE estime que l'installation du socialisme et du communisme dans l'État espagnol, objectif fondamental de notre parti, implique la réalisation et la consolidation du processus démocratique, anti-monopole, anti-oligarchique, et de la révolution anti-impérialiste, se prononçant en faveur de la l'unité de toutes les forces de la gauche sociale et politique dans un programme commun, sur la base de la reconnaissance de tous les droits des différentes nationalités, y compris le droit à l'autodétermination, et dont la proposition doit être la construction d'une République confédérale basée sur la principe léniniste de l'union volontaire de peuples libres. »

## Participation aux élections
Le PCPE rejoint brièvement la coalition électorale Gauche unie en 1987. Depuis, ses résultats électoraux oscillent entre 0,3% et 0,06% avec une nette tendance à la baisse depuis les années 90.
Aux dernières élections générales espagnoles, réalisées en 2019, le PCPE eut 13828 voix dans toute l'Espagne, soit 0,06% des voix, suivi de très près par le PCTE avec 13029 voix, soit 0,05% des voix.
Enfin, aux Élections à l'Assemblée de Madrid de 2021, dernières élections avec participation du PCPE, face aux difficultés occasionnées par la scission du PCTE, le PCPE dut trouver un accord avec le PCOE. La coalition électorale résultante de cet accord, COALICIÓN POR LA UNIDAD COMUNISTA PCOE-PCPE, eut 1152 voix soit 0,03% du nombre total des voix face aux 1653 voix (0,05%) du PCTE.
Le PCPE ne participa pas aux élections générales espagnoles de 2023, préférant faire campagne pour le "vote nul".

## Publications
En plus de Unidad y Lucha, le PCPE publie la revue théorique Propuesta Comunista (Proposition communiste). En outre, il édite avec neuf autres partis communistes internationaux, comme le Parti communiste de Grèce ou le Parti communiste du Venezuela, la Revue communiste internationale.